# Rhipogonum album
Rhipogonum album är en enhjärtbladig växtart som beskrevs av Robert Brown. Rhipogonum album ingår i släktet Rhipogonum och familjen Rhipogonaceae. Inga underarter finns listade.